# Fantaisies-Parisiennes (Bruxelles)
Pour les articles homonymes, voir Fantaisies-Parisiennes.
 (août 2021).
Si vous disposez d'ouvrages ou d'articles de référence ou si vous connaissez des sites web de qualité traitant du thème abordé ici, merci de compléter l'article en donnant les références utiles à sa vérifiabilité et en les liant à la section « Notes et références ».
Les Fantaisies-Parisiennes ou Alcazar Royal est une ancienne salle de théâtre à Bruxelles située rue d'Arenberg, inaugurée en 1867 et fermée en 1911.

## Histoire
À l’origine, l’Alcazar royal est un simple café-concert. Eugène Humbert, grand passionné du théâtre, prend la direction de cet établissement. Il s’est promis d’en faire un jour une scène rivalisant  avec les galeries Saint-Hubert. Il a toutes les qualités nécessaires pour tenir parole, et surtout une confiance en soi et une foi inébranlable dans tout ce qu’il entreprend.
Après avoir amené chez lui la foule avec Anna Judic, qui se produit alors à l’Eldorado parisien, Humbert introduit sur ses affiches un acte, puis deux, puis trois. Puis, il supprime complètement les chansonnettes et, tout en conservant le sous-titre d’« Alcazar Royal », qui a la vogue, il intitule l’ancien café-concert « Théâtre des Fantaisies-Parisiennes » et entreprend d’y jouer de grandes opérettes en trois actes prises dans le répertoire des théâtres de Paris.
Charles Lecocq, depuis le grand succès de Fleur-de-thé, n’a pu trouver le moyen de faire représenter une pièce importante. Tout au plus a-t-il pu donner aux Bouffes quelques petits actes, tels que le Testament de Monsieur de Crac ou le Rajah de Mysore. Las d’attendre une occasion qui ne se présente pas, il résout de s’adresser à Humbert. En 1872, lorsque le rideau se lève sur les Cent Vierges, (sur un livret de Clairville, Henri Chivot, Alfred Duru et Lecocq), le succès est chaleureux et l’opérette nouvelle connaît cent représentations de suite,.
Un an à peine après les Cent Vierges, Humbert, qui veut une nouvelle opérette inédite, donne l'idée d'une intrigue sous le Directoire, mêlant personnages historiques et fictifs. La première représentation de La Fille de Madame Angot (sur un livret de Louis-François Clairville, Victor Koning et Paul Siraudin, avec Marie Desclauzas dans le rôle de Mlle Lange) est donnée le 4 décembre 1872 et est, dès le début, un triomphe,.